# Las Salinas
Las Salinas ist ein Ort in der Provinz Barahona im Süden der Dominikanischen Republik. Es leben laut Volkszählung 2012 circa 5956 Einwohner in dem westlich der Laguna del Rincón gelegenen Ort, der direkt an die Provinz Independencia angrenzt.

## Guevedoces
In Las Salinas lässt sich ein außergewöhnlich häufiges Auftreten der seltenen Störung der Geschlechtsentwicklung durch 5α-Reduktase-2-Mangel bei einer Reihe von Kindern beobachten. Obwohl diese ein Y-Chromosom und männliche innere Organe haben, neigen sie bei der Geburt dazu, äußerlich weiblich zu erscheinen und als Mädchen aufzuwachsen. In der Pubertät verursacht der Beginn der männlichen Hormone eine Virilisierung und ihr tatsächliches Geschlecht wird deutlich. Ab diesem Zeitraum werden sie als Jungen erzogen.
Das Auftreten wurde im Jahr 1974 in 12 der 13 Familien belegt, wobei einer von 90 männlichen Dorfbewohnern im Alter von 1½ bis 60 Jahren betroffen war. Alle diese Fälle ließen sich über einen Zeitraum von 7 Generationen auf eine gemeinsame direkte Vorfahrin, Altagracia Carrasco zurückverfolgen, weswegen ein Gründereffekt diskutiert wurde.
Aus Las Salinas stammt auch der Begriff Guevedoche oder Guevedoces, was im Spanischen so viel wie „Eier mit 12“ bedeutet (guevas ist ein umgangssprachlicher Ausdruck für Hoden, doce bedeutet zwölf). Manchmal wird sowohl im Englischen als auch auf Deutsch die Erklärung „Penis mit Zwölf“ verwendet. Auch der Begriff Machihembras (buchstäblich „männlich-weiblich“) ist gebräuchlich.